# 3 Years, 5 Months & 2 Days in the Life Of...
Albums de Arrested Development
Zingalamaduni
(1994)
Singles
1. Tennessee
Sortie : 1991
2. Mr. Wendal
Sortie : 1992
3. Natural
Sortie : 1992
4. Revolution
Sortie : 1992
5. People Everyday
Sortie : 1992

3 Years, 5 Months & 2 Days in the Life Of... est le premier album studio d'Arrested Development, sorti le 24 mars 1992.
L'album s'est classé 1er au Heatseekers, 3e au Top R&B/Hip-Hop Albums et 7e au  Billboard 200 et fait partie des 1001 albums qu'il faut avoir écoutés dans sa vie.

## Liste des titres
| No  | Titre                               | Contient un (des) sample(s) de | Durée |
| --- | ----------------------------------- | --- | ----- |
| 1.  | Man's Final Frontier                | Perhaps, Perhaps, Perhaps d'Enoch Light Introduction to the J.B.'s de Fred Wesley and The J.B.'s More Peas de Fred Wesley and The J.B.'s | 2:39  |
| 2.  | Mama's Always on Stage              | We're Ready du Junior Wells Chicago Blues Band                                                                                           | 3:25  |
| 3.  | People Everyday                     | Four Play (New Remix) de Fred Wesley and The Horny Horns                                                                                 | 4:57  |
| 4.  | Blues Happy                         | | 0:45  |
| 5.  | Mr. Wendal                          | Sing a Simple Song de Sly and the Family Stone                                                                                           | 4:06  |
| 6.  | Children Play with Earth            | Skeleton Key de Wendy & Lisa | 2:39  |
| 7.  | Raining Revolution                  | | 3:25  |
| 8.  | Fishin' 4 Religion                  | Shack Up de Banbarra | 4:06  |
| 9.  | Give a Man a Fish                   | When It Comes Down to It de Minnie Riperton                                                                                              | 4:22  |
| 10. | U                                   | The Mighty Quinn (Quinn the Eskimo) de Ramsey Lewis (Not Just) Knee Deep de Funkadelic                                                   | 4:59  |
| 11. | Eve of Reality                      | New Position de Prince | 1:42  |
| 12. | Natural                             | Sunshine d'Earth, Wind and Fire Sexy de MFSB                                                                                             | 4:18  |
| 13. | Dawn of the Dreads                  | | 5:17  |
| 14. | Tennessee                           | Alphabet St. de Prince Tough de Kurtis Blow BNH des Brand New Heavies                                                                    | 4:32  |
| 15. | Washed Away                         | Thin Line Between Love and Hate des Persuaders                                                                                           | 6:24  |
| 16. | People Everyday (Metamorphosis Mix) | Buddy Bye de Johnny Osbourne | 4:55  |

## Musiciens
- Baba Oje
- Brother Larry : guitare
- Montsho Eshe
- Dionne Farris : voix
- Headliner
- Larry Jackson : saxophone
- Terrance Cinque Mason : voix
- Rasa Don
- Sister Paulette : voix
- Speech : mixage